# Chinameca (Vulkan)

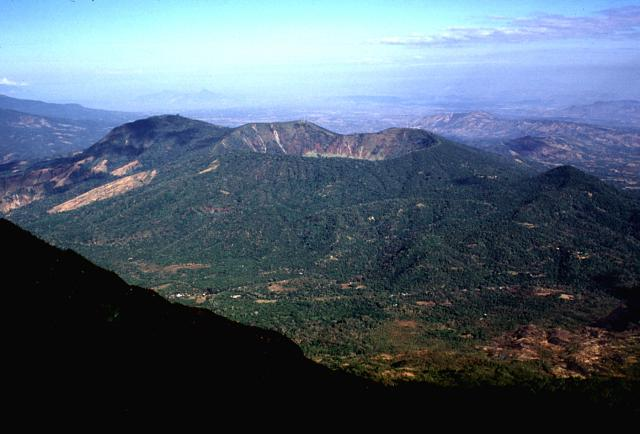
Vulkan El Pacayal

Der Vulkan Cerro El Pacayal, auch Volcán Chinameca und Volcán de Chinameca, ist ein Stratovulkan im östlichen Landesteil von El Salvador.

## Lage
Er liegt nördlich des Vulkangebietes Chaparrastique im Departamento San Miguel im Gemeindegebiet der Stadt Chinameca. Der Vulkankegel hat eine Höhe von 1300 Meter und die Höhe des Nebengipfels Cerro El Pacayal beträgt 1117 Metern über dem Meeresspiegel. An der Nordseite des Vulkans treten in regelmäßigen Abständen Fumarolen in Erscheinung.

## Planung
In Planung befindet sich ein Geothermiekraftwerk der Firma LaGeo. Die Probebohrungen im Vulkangebiet ergaben eine jährliche durchschnittliche Temperatur von 210 Grad Celsius ± 6 °C und die berechnete Kraftwerksleistung soll rund 110 MW betragen.

## Erdbeben
1951 ereigneten sich drei Erdbeben mit der Stärke zwischen 5,9 und 6,2 (Richterskala). Beim letzten Beben vom 6. und 7. Mai 1951 an der Basis des Vulkans wurden zahlreiche Häuser zerstört und rund 25.000 Menschen wurden obdachlos.